# Еллісон Транквіллі
Еллісон Транквіллі (англ. Allison Tranquilli, 12 серпня 1972) — австралійська баскетболістка.
Срібна призерка Олімпійських Ігор 2004 року, бронзова призерка 1996 року.